# 弗雷多尼亞 (安蒂奧基亞省)

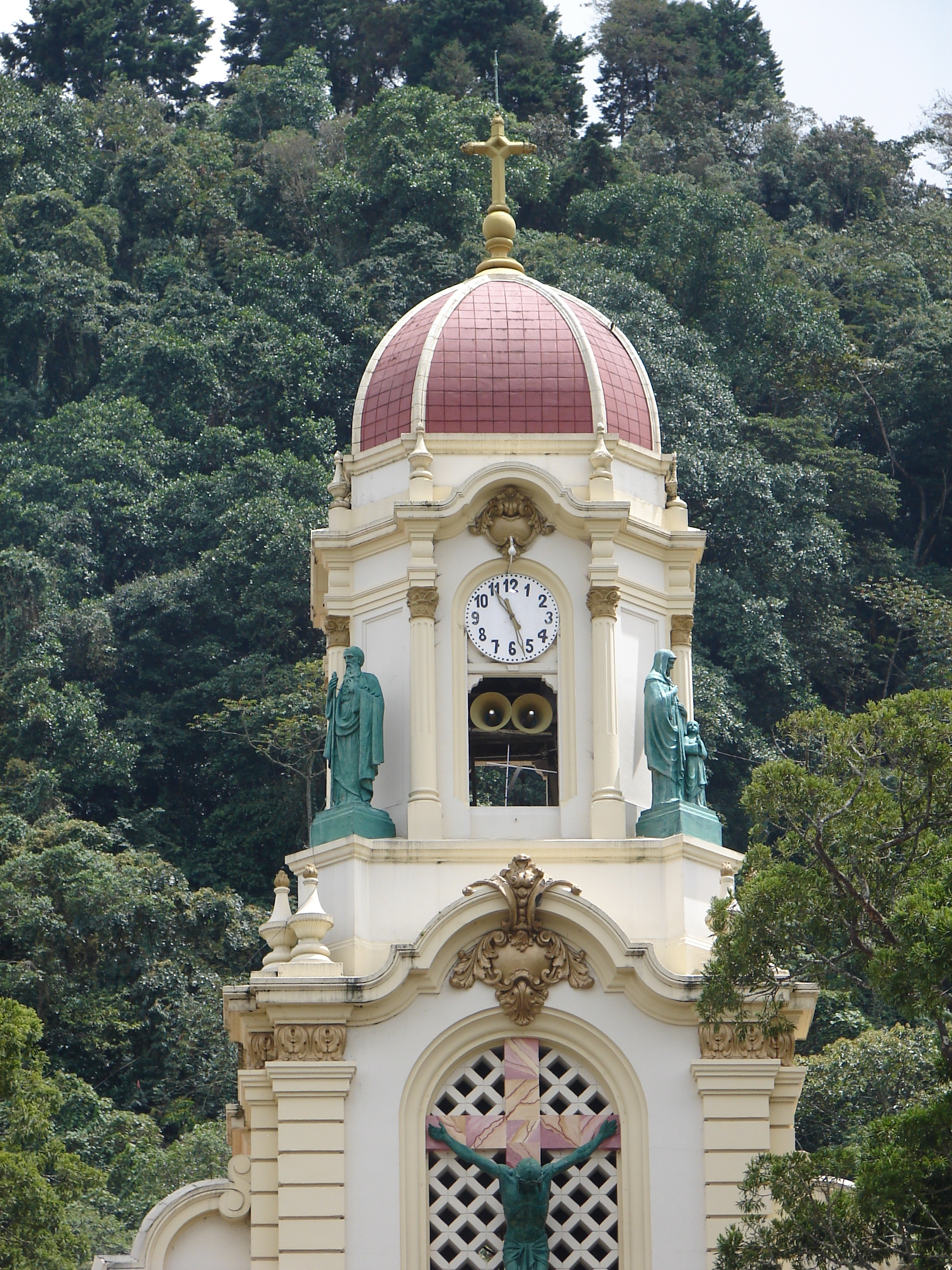

弗雷多尼亞是哥倫比亞的城鎮，位於該國西北部，由安蒂奧基亞省負責管轄，距離首府麥德林58公里，始建於1790年，面積247平方公里，海拔高度1,800米，2002年人口22,879。
5°55′N 75°40′W / 5.917°N 75.667°W